# Massacro scolastico
Un massacro scolastico o sparatoria scolastica è un attacco armato o un altro incidente causato da armi da fuoco o da esplosivi all'interno di un'istituzione scolastica, come una scuola o un'università. I massacri scolastici hanno acceso numerosi dibattiti politici riguardo a politiche di controllo delle armi e a misure di prevenzione più stringenti nei confronti di atti di violenza perpetrati attraverso le armi.
L'espressione school shooting è comunemente usata per definire atti di violenza commessi tramite l'utilizzo di armi da fuoco da studenti o ex-studenti, ma anche da persone esterne, all'interno di una scuola. Gli Stati Uniti contano il maggior numero di massacri avvenuti all'interno di scuole.

## Storia
Devono essere distinti dalle sparatorie causate da personale delle forze di pubblica sicurezza volte a delimitare manifestanti come ad esempio gli episodi avvenuti nel campus dell'università di South Carolina State (1968), Kent State e Jackson State (1970) oppure il massacro del 6 ottobre 1976 presso l'Università Thammasat di Bangkok, in  Thailandia. Sono diversi dallo school shooting anche altri episodi di violenza scolastica come il disastro della Bath School (causato da un ordigno esplosivo e non da una sparatoria), il massacro di Colonia (1964) causato da un lanciafiamme oppure attacchi terroristici con utilizzo di diversi tipi di armi come il massacro di Ma'alot o la strage di Beslan.
Uno dei più noti casi di school shooting è stato il massacro della Columbine High School, nei pressi di Littleton (Colorado). Il 20 aprile del 1999 due studenti uccisero tredici persone (dodici studenti e un insegnante) sul campus della scuola, in seguito si suicidarono portando il totale delle vittime a 15, i feriti furono 24. Inizialmente era pianificato un attentato tramite esplosivo seguito dall'uccisione dei sopravvissuti.

## Casi famosi
- 1927 - Stati Uniti, Massacro della Bath School (45 morti[4] e 58 feriti)
- 1989 - Canada, Massacro del Politecnico di Montréal (15 morti[4] e 14 feriti)
- 1996 - Regno Unito, Massacro della scuola di Dunblane (18 morti[4] e 10-12 feriti)
- 1998 - Stati Uniti, Massacro alla Westside Middle School (5 morti e 10 feriti)
- 1999 - Stati Uniti, Massacro della Columbine High School (15 morti[5] e 24 feriti)
- 2001 - Giappone, Strage di Osaka (8 morti e 15 feriti)
- 2002 - Germania, Massacro di Erfurt (17 morti[4] e 1 ferito)
- 2004 - Russia - Cecenia, Strage di Beslan (334 morti di cui 186 minorenni e 727 feriti)
- 2007 - Stati Uniti, Massacro al Virginia Polytechnic Institute (33 morti[4] e 23 feriti)
- 2007 - Finlandia, Massacro della scuola di Jokela (9 morti[4] e 12 feriti)
- 2008 - Finlandia, Massacro della scuola di Kauhajoki (11 morti[4] e 3 feriti)
- 2009 - Germania, Massacro di Winnenden (16 morti[4] e 9 feriti)
- 2012 - Stati Uniti, Massacro alla Sandy Hook Elementary School (28 morti[4] e 2 feriti)
- 2015 - Stati Uniti, Sparatoria all'Umpqua Community College (10 morti[4] e 8 feriti)
- 2015 - Svezia, Massacro della Kronan School di Trollhättan (4 morti[4] e 2 feriti)
- 2018 - Stati Uniti, Massacro alla Marjory Stoneman Douglas High School (17 morti e 17 feriti)
- 2022 - Stati Uniti, Massacro alla Robb Elementary School (22 morti[4] e più di 18 feriti)
- 2023 - Stati Uniti, Massacro della Covenant School (7 morti[4] e 1 ferito)
- 2023 - Serbia, Massacro alla Vladislav Ribnikar Elementary School (10 morti: 9 alunni e 1 guardiano della scuola)
- 2023 - Repubblica Ceca, Sparatoria di Praga del 2023 (16 morti[4] e 25 feriti)
- 2025 - Austria, Massacro di Graz (11 morti[4] e più di 30 feriti)